# 차르 봄바

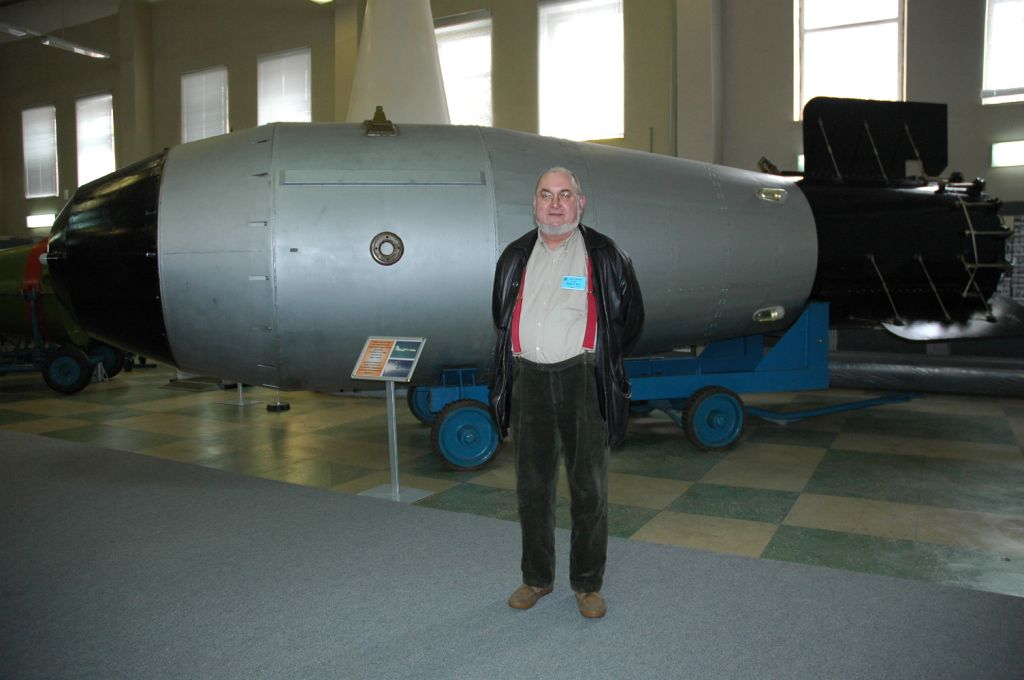
차르 봄바 외장의 모형

차르 봄바(러시아어: Царь-бомба 차리 봄바[*]→황제 폭탄, 영어: Tsar Bomba, Tsar-bomb)는 소비에트 연방의 수소폭탄이다. 현재까지 개발한 것 중 가장 큰 폭탄으로, 현재까지 성능 시험을 마친 것 중 가장 강력한 무기이기도 하다. 1961년 10월 30일 소비에트 연방 노바야제믈랴 제도에서 실험이 실시되었다. 코드 네임은 개발자의 이름을 딴 이반(Ivan)이었다.

## 설계
폭탄은 TNT 50 Mt(메가톤)의 파괴력을 가졌다. 실제 사용을 위한 무기라기보다는 냉전 중에 미국에 대한 시위의 목적으로 개발되고 실험된 폭탄이다.
1961년 7월 10일 니키타 흐루쇼프 소비에트 연방 총리의 지시에 의해 개발이 시작되었다. 기존의 부품을 활용하였기에 설계와 제작에는 겨우 14주만이 소요되었다. 폭탄의 무게는 27t,길이는 8m, 지름은 2m였다. 거대한 크기 때문에 이 폭탄을 운반하기 위하여 투폴레프 Tu-95 폭격기의 폭탄 수납 격실의 문을 제거하는 개조를 해야 했다. 실험자의 안전을 위해서 특별히 제작된 무게 800 kg, 넓이가 1,600 제곱미터의 낙하산을 이용해서 투하되었다.
미국에서는 폭발력을 58 Mt으로 계산했지만 이후 1991년 소련이 붕괴되고 공개된 소련의 자료에서는 50 Mt으로 나왔다.
처음 차르 봄바를 설계할 때 100 메가톤으로 계획했지만 폭격기 조종수와 낙진의 위험이 커서 50 메가톤으로 줄였다.

## 폭발

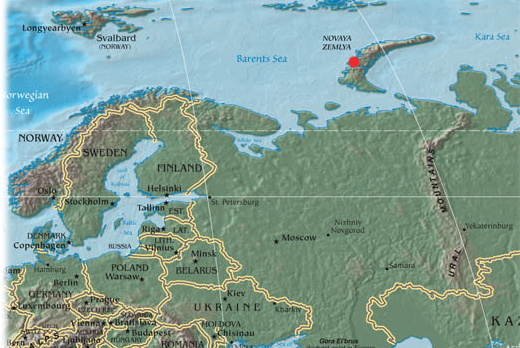
차르 봄바의 폭발 실험이 실시된 소비에트 연방 노바야제믈랴 제도의 위치

폭탄은 1961년 10월 30일 오전 11시 33분에 소비에트 연방 노바야제믈랴 제도에서 폭발하였다. 실험 시점은 소련 공산당 총회 시기가 열리는 기간 중에서 선택되었다. 콜라반도의 비행장을 이륙한 개조된 투폴레프 Tu-95 폭격기를 이용, 고도 10,500 m에서 투하되었다. 폭탄은 기압 센서를 이용, 지면으로부터 4000m (해발 ) 높이에서 폭발하였다. 폭발의 화구는 지상에까지 닿았고, 위로는 성층권까지 닿았다. 비행기는 이미 밖의 안전한 곳으로 이동한 후였지만. 폭발은 달에서도 보였고, 폭발 후의 버섯 구름은 높이 90km, 폭 50-70 km까지 자라났다. 100km 바깥에서도 3도 화상에 걸릴 정도의 열이 발생했고,약 1억도의 열이 발생했다 후폭풍은 핀란드의 유리창을 깰 정도였다. 폭탄에 의한 지진파는 지구를 세바퀴나 돌았다.
차르 폭탄은 인간이 만든 가장 강력한 무기이다. TNT 50 메가톤은 2.1×1017 줄의 에너지에 해당하며, 이 에너지가 3.9×10−8 초, 즉 39 나노초 동안에 핵분열과 핵융합 과정을 통해 방출되었다. 이는 대략 5.3×1024 와트 (5.3 요타와트)에 해당하고 태양이 같은 시간 동안 방출하는 에너지 양의 1%에 해당하는 크기이다. 참고로 미국이 제작한 가장 큰 핵폭탄은 TNT 25 메가톤에 해당하는 B41 핵폭탄이고 1954년에 실험한 캐슬 브라보는 TNT 15 메가톤이다. 차르 봄바는 히로시마와 나가사키에 투하된 원자폭탄의 위력보다 3333배 이상 강하다. 온성군에서 터트리면 해남 땅끝마을에서도 보인다.

## 같이 보기
- 마크 17
- 마크 24
- B41